# Campodorus intermedius
Campodorus intermedius là một loài tò vò trong họ Ichneumonidae.